# Hans Hartig

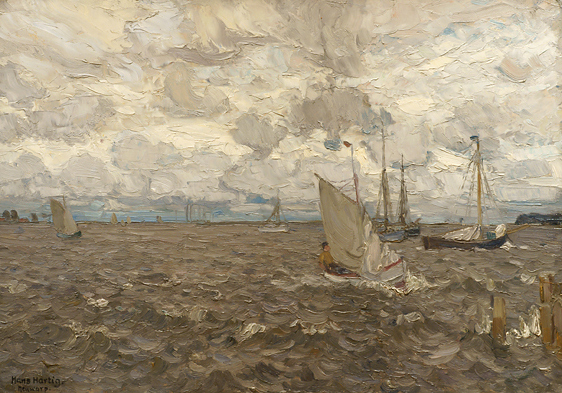
Hans Hartig: En el puerto de Neuwarp (1915)

Hans Hartig (n. el 6 de octubre de 1873 en Karvin, distrito de Kolberg-Körlin; † 14 de febrero de 1936 en Berlín) fue un pintor postimpresionista y artista gráfico alemán.

## Vida
Nació como el menor de los cinco hijos de un pastor protestante en Karvin, Pomerania. En 1879 la familia se trasladó a Stolzenhagen cerca de Stettin. Después de graduarse de la escuela secundaria de Gartz Hartig fue a Berlín a estudiar química según los deseos de su padre. En 1895, Hartig se matriculó en la Academia de las Artes de Berlín y se convirtió en alumno del curso de pintura de Paul Vorgang. Después de ser reclutado por el ejército (1897), la familia se trasladó a Berlín en 1898 y él se reinscribió en la Academia de Berlín. En 1900, Hartig fue aceptado en la "clase de paisaje" del famoso Eugen Bracht (1842-1921) y se convirtió en su alumno principal. En 1913, el artista pasó unos meses en Neuwarp en la laguna de Stettiner Haff.
Hartig fue cofundador de la Asociación de Artistas de Pomerania en 1916 y trabajó regularmente en Neuwarp desde entonces. En 1927 fue nombrado ciudadano de honor de la ciudad de Neuwarp y en 1929 participó en la exposición Cien años de arte berlinés. En los años 1932/33 Hartig recibió el premio honorífico de la Asociación de Artistas de Berlín.

## Creación artística

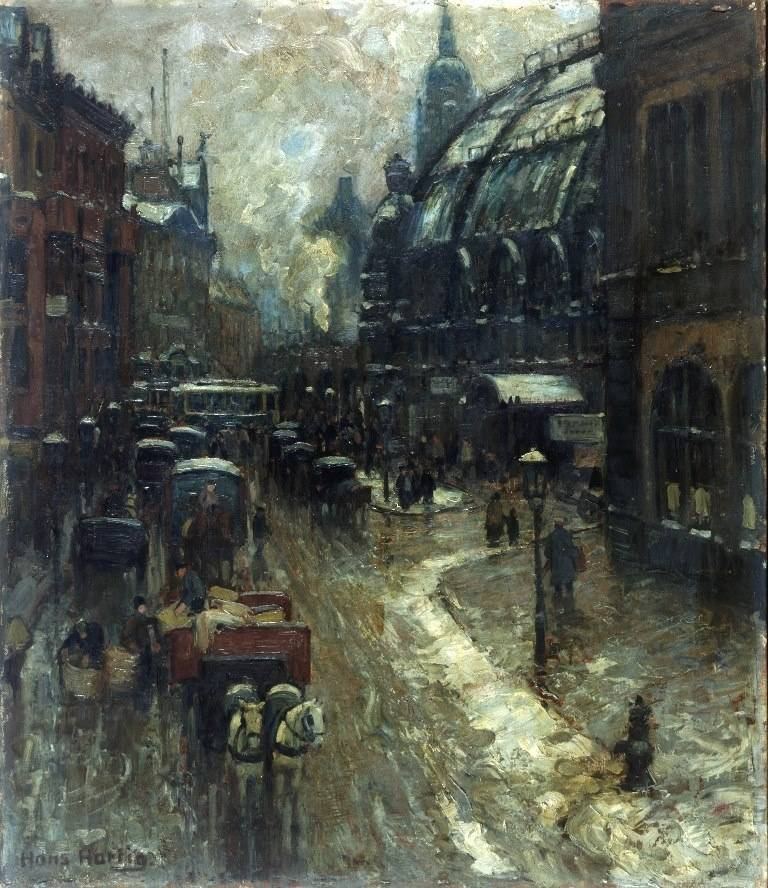
Hans Hartig: Deshielo en la estación de Alexanderplatz, alrededor de 1919

En 1901, la primera participación de Hartig en la Gran Exposición de Arte de Berlín fue un éxito sensacional: el primer día, el estado prusiano adquirió su cuadro Odertal (perdido en la guerra) para la Galería Nacional. En 1902 siguió a su maestro Bracht con otros seis alumnos a Dresde, donde terminó sus estudios en 1906 y luego regresó a Berlín.
En 1906 Hartig participó en las exposiciones de la Secesión de Berlín. En 1907 realizó un viaje de estudios a Masuria ("para pintar la nieve") con un enfoque en la pintura de colores brillantes. Fundó el Club Berliner Landschafter con Hans Klohss (1879–1954), Ernst Kolbe, Alfred Liedtke, Leonhard Sandrock y Karl Wendel. En 1909, Hartig exhibió su pintura Im Winterhafen en la Exposición de Arte Alemán de Nueva York. En 1910 recibió por unanimidad el Premio Helfft por su pintura Jardín al lado del mar en la Gran Exposición de Arte de Berlín. También obtuvo el primer premio en el concurso de litografía.
El ciclo de marejadas ciclónicas fue pintado por Hartig en Sylt en 1911 (una pintura del ciclo se encuentra en la Galería Nacional de Berlín). La participación en la pintura del Ayuntamiento de Schöneberg (1913) fue seguida en 1914 por la participación en el jurado de la Gran Exposición de Arte de Berlín. Otro éxito fue su invitación para representar a Alemania en la XI Bienal de Venecia y la adquisición del cuadro Deshielo por parte del museo local.

## Exposiciones

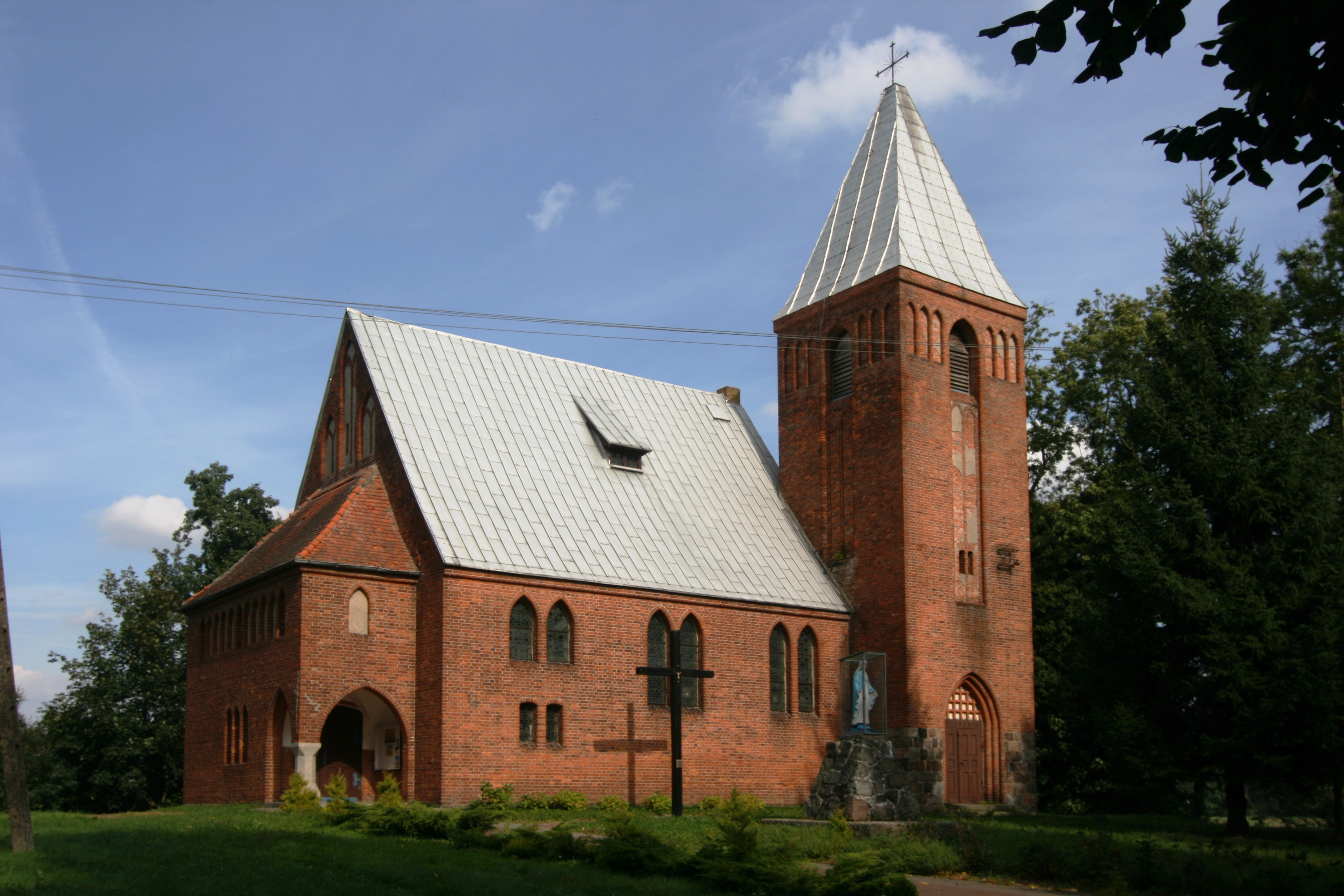
La iglesia en el lugar de nacimiento de Hartig

- Hans Hartig, Fundación Pommern, Kiel, 1998.
- Hans Hartig: Malarstwo i Grafika, Zamek Ksiazat Pomorskich, Szczecin, 2005/06.

Las obras de Hartig se pueden encontrar en los siguientes museos:
- Galería Nacional, Berlín
- Museo de la ciudad de Berlín
- Museo Estatal de Pomerania, Greifswald
- Art Forum East German Gallery, Regensburg
- Museo Nacional Szczecin (Muzeum Narodowe)

## Galería

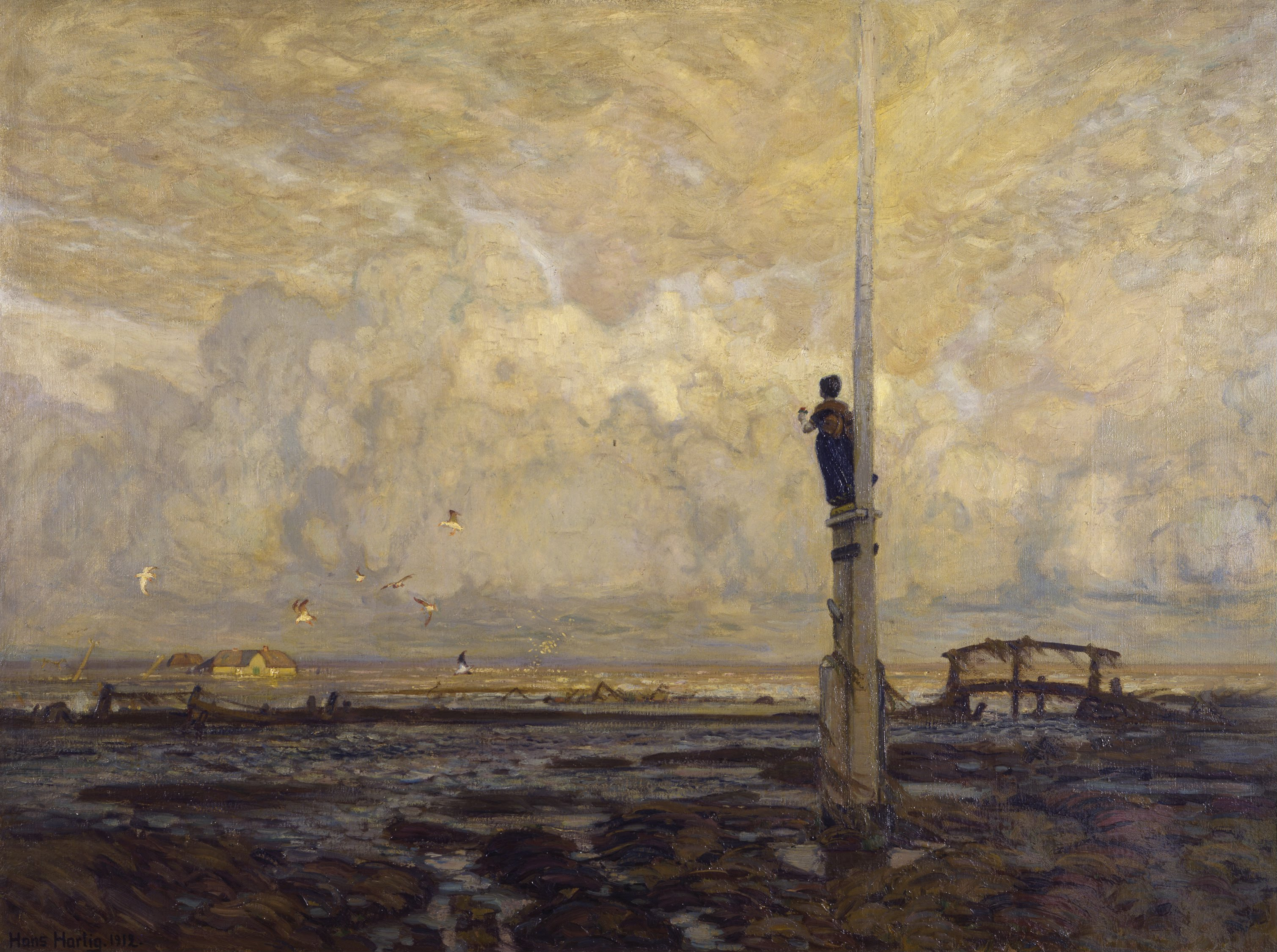
Hans Hartig - Am anderen Morgen (1912)
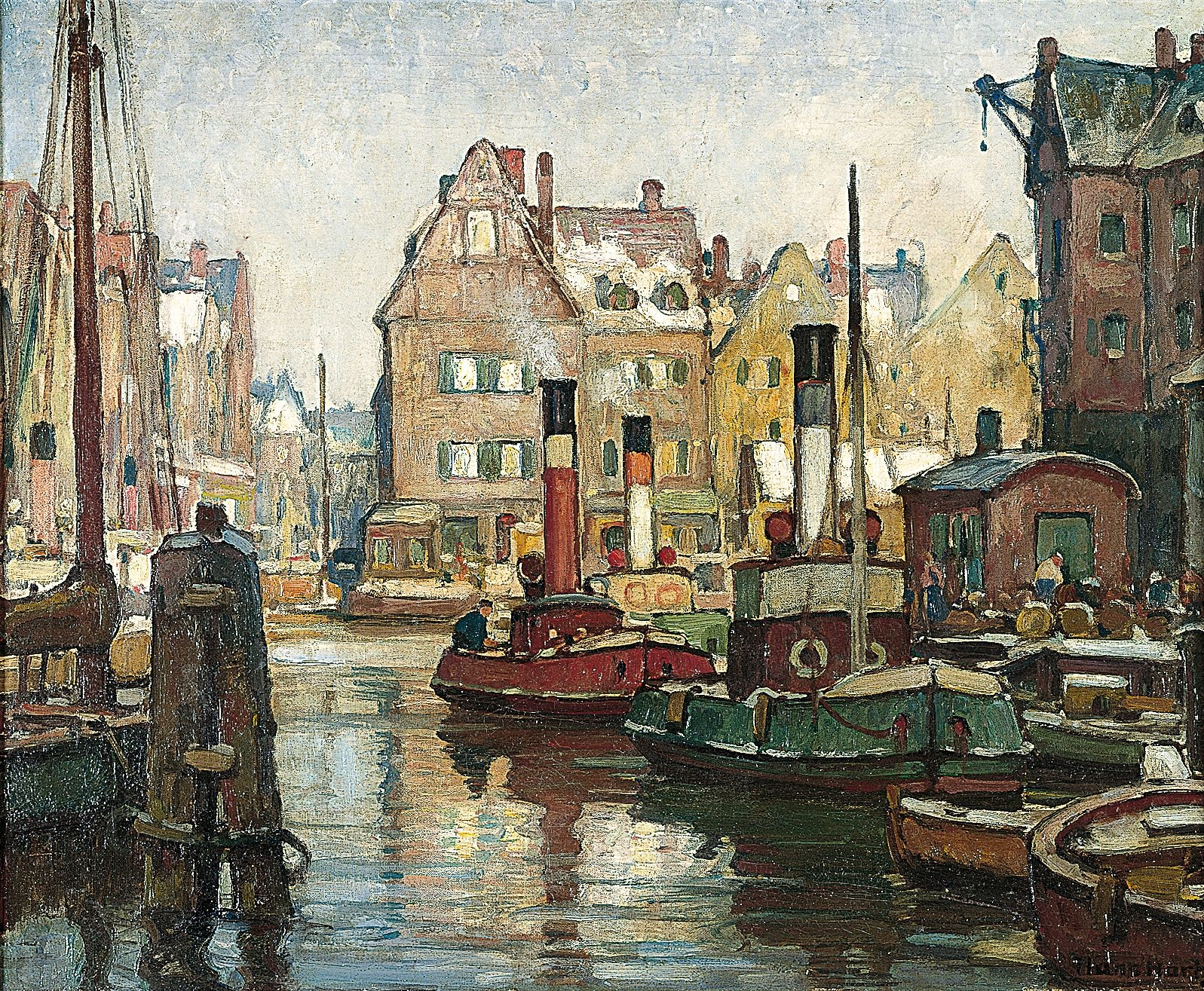
Hans Hartig - Schlepper im Hafen
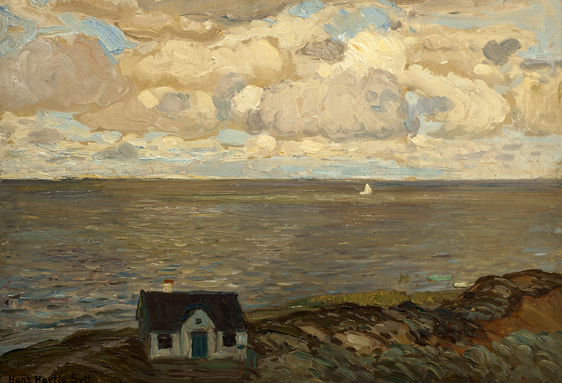
Hans Hartig Auf Sylt 1911
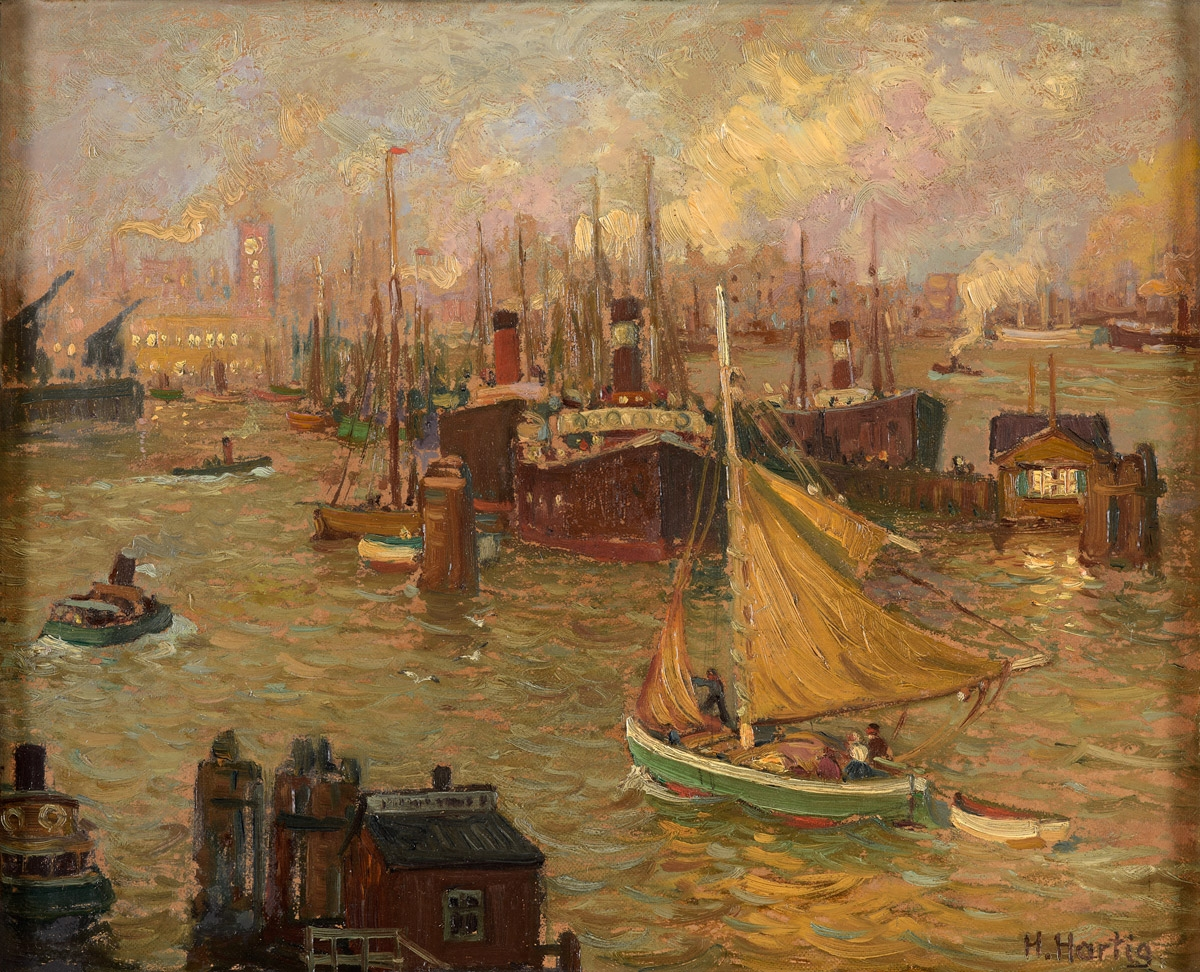
Hans Hartig Hamburger Hafen
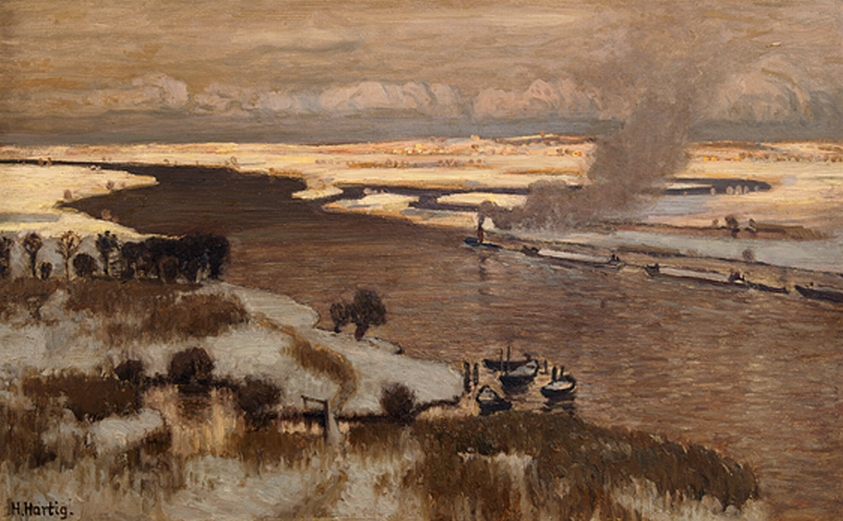
Hans Hartig - Oderlandschaft
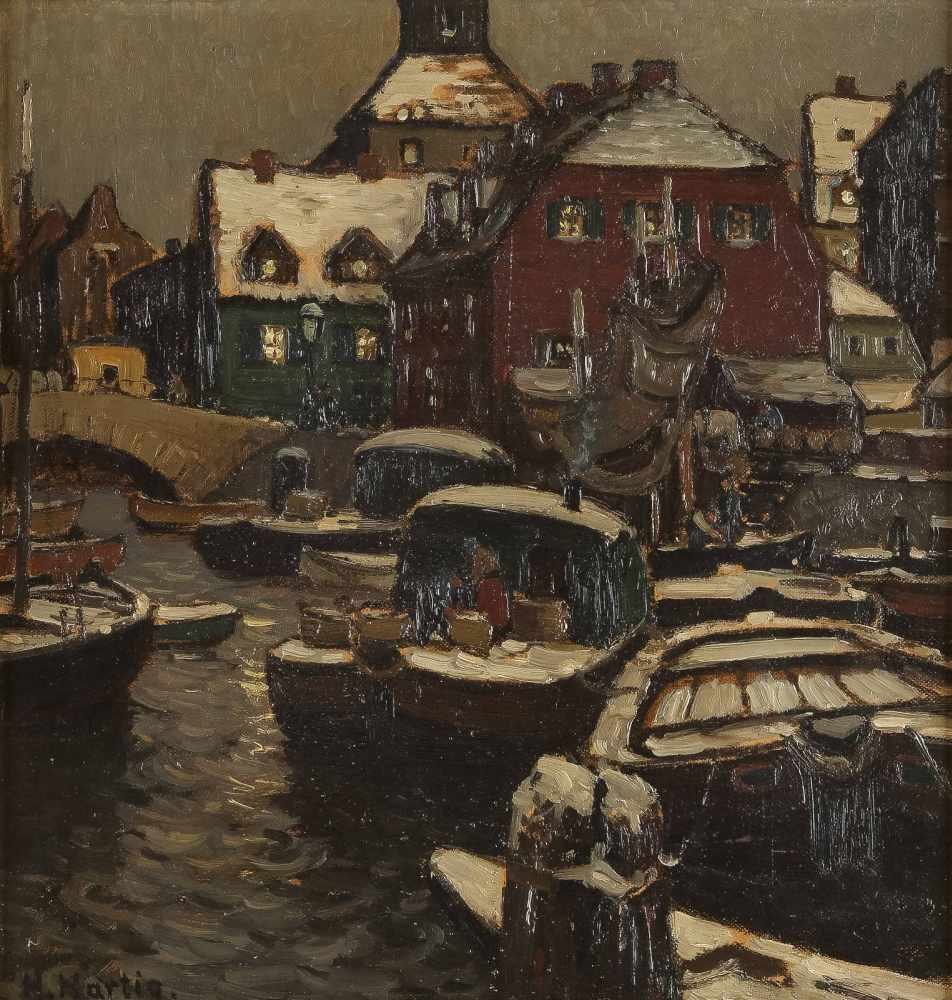
Hans Hartig - Fischerstädtchen im Schnee
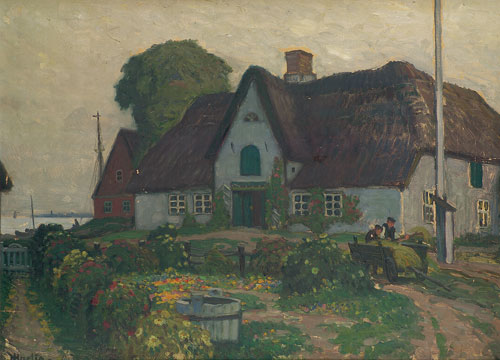
Hans Hartig Blumengarten und Friesenhäuser am Meer
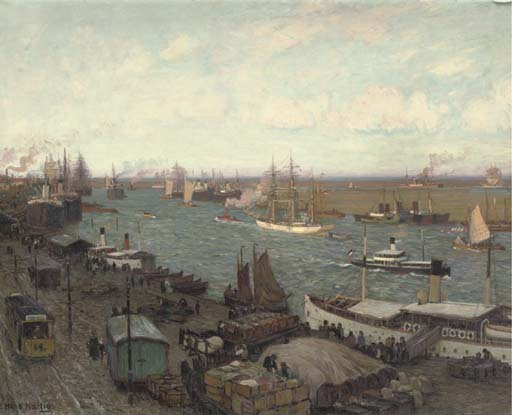
Hans Hartig - Im Hafen von Stettin
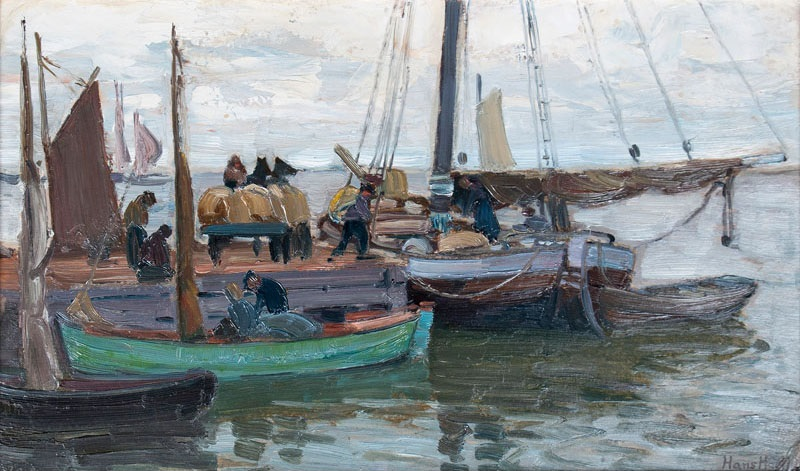
Hans Hartig Im Hafen von Neuwarp 1917
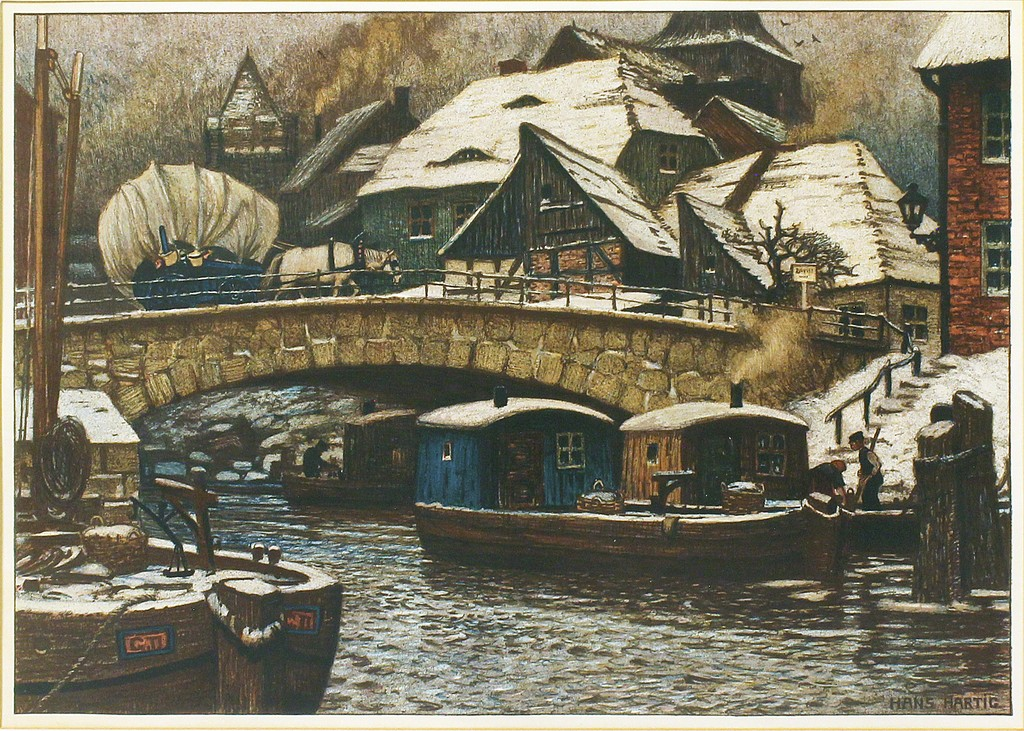
Hans Hartig - Winteridyll in einem pommerschen Städtchen (ca. 1913)
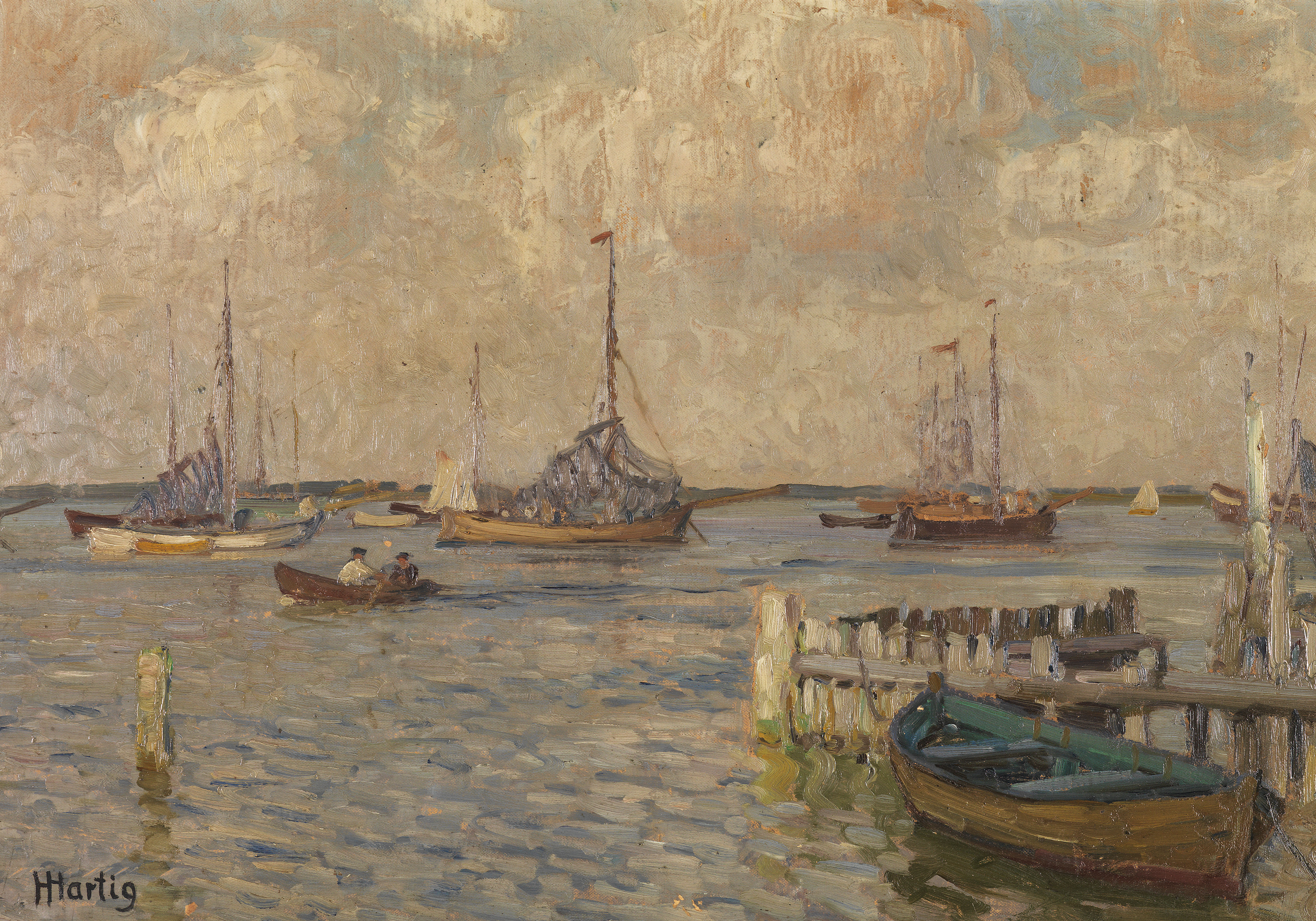
Hans Hartig - Segelboote vor der Küste (ca.1920)